# Quarta guerra anglo-olandese

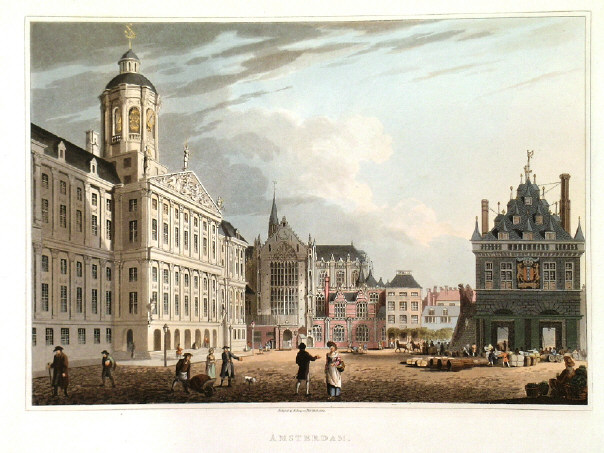
Amsterdam

La quarta guerra anglo-olandese durò dal 1780 al 1784. Il conflitto, sviluppatosi nell'ambito della guerra d'indipendenza americana, oppose il Regno Unito alla Repubblica delle Sette Province Unite, alleata al Regno di Francia ed al Regno di Spagna. La disastrosa impreparazione militare delle Province Unite permise al Regno Unito di guadagnare alcune concessioni territoriali nelle "Indie olandesi" e pose le condizioni per la Prima Rivoluzione batava.

## Contesto

### L'instabilità politica
Il XVIII secolo vide il declino economico, militare e politico delle Province Unite. Questa era una sorta di ircocervo, formalmente una libera federazione di sette province, indipendenti l'una dall'altra e ciascuna dotata di una propria assemblea elettiva (gli Stati Provinciali), ma che inviavano delegati agli Stati Generali dell'Aia, a decidere di politica estera e militare. Al contempo, tutte riconoscevano l'autorità di uno statolder (reggente e capo militare), dal 1747 unico ed ereditario (accanto ad un Gran Pensionario, facente le funzioni di primo ministro). In pratica sussisteva una diarchia fra un quasi-monarca ed una quasi-repubblica, entrambe dai poteri teoricamente illimitati e, comunque, assai confusi.
Per complicare le cose, gli Stati Provinciali erano dominati dalla locale aristocrazia terriera o commerciale, gelose delle proprie prerogative politiche ed ostili ad ogni ulteriore trasferimento di potere alla Casa d'Orange-Nassau, che già esprimeva lo statolder.
Si trattava dell'ideale brodo di coltura perché si sviluppasse un'ostinata lotta di potere fra le aristocrazie locali (che vennero a definirsi partito repubblicano o Staatsgezinden), ed i sostenitori della strisciante trasformazione dello Stato olandese in monarchia (che vennero a definirsi partito orangista o Realisti o Prinsgezinden).

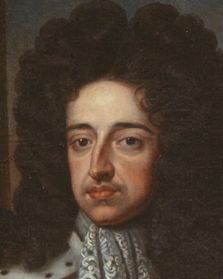
Ritratto di Guglielmo d’Orange-Nassau, divenuto Guglielmo III d'Inghilterra

### Il declino economico
La costante impasse politica non aiutò certo ad affrontare la crescente concorrenza commerciale e coloniale dell'ascendente potenza britannica. Favorita, inoltre, dal nascente protezionismo mercantile. Tutto ciò si tradusse nel graduale, ma irrimediabile, trasferimento dell'egemonia commerciale europea da Amsterdam verso Londra.

### L'alleanza anglo-olandese
Per ironia della sorte, tale lungo declino era coinciso con un'ormai ultra-centennale alleanza militare che legava le Province Unite alla Gran Bretagna, iniziata da un patto di alleanza difensiva, stipulato nel 1678, poi rafforzata dalla Gloriosa rivoluzione del 1688: un'epoca in cui le due potenze potevano essere considerate pari, almeno per potenza marittima e commerciale. Si noti che, però, l'Olanda e la Gran Bretagna avevano combattuto aspri e sanguinosi conflitti nella prima metà del '600, a seguito delle quali, tra l'altro, l'Olanda pur vittoriosa in battaglia aveva ceduto agli inglesi le proprie colonie in America settentrionale in cambio del Suriname in Sud America rinsaldando così i rapporti. Anche se l'alleanza tra Regno Unito e Provincie Unite era un dato stabile, ed aveva funzionato anche come vera alleanza militare nel primo Settecento (ed in particolare durante la guerra di successione spagnola) esistevano numerosi punti di contrasto e di attrito tra le due potenze. Soprattutto un contrasto coloniale e commerciale, mentre la piazza finanziaria di Amsterdam riceveva più vantaggi che svantaggi dagli stretti rapporti con la crescente economia britannica.

## La guerra d'indipendenza americana

### La rivolta delle tredici colonie
Le cose erano a questo punto, quando cominciò la rivolta delle colonie britanniche in nordamerica. Essa ebbe un prologo allorché la Compagnia Inglese delle Indie Orientali ottenne dal Parlamento di Londra il monopolio delle vendite di tè in quei domini: ne nacque un boicottaggio organizzato delle merci inglesi, culminato nel celebre "Boston Tea Party" del dicembre 1773. Alla reazione di Londra, che bloccò il porto dì Boston privò il Massachusetts di ogni autonomia amministrativa seguì, nell'autunno del 1774, la riunione, a Filadelfia, di un Congresso continentale che, ancora, domandava solo autonomia amministrativa e commerciale.

### Il sostegno degli illuministi olandesi
Il governo di Giorgio III rifiutò ogni accomodamento e la tensione, inevitabilmente, crebbe, sinché, nell'aprile del 1775, un'operazione di polizia si trasformò, a Lexington vicino a Boston, nel primo scontro a fuoco della guerra civile.
Questi avvenimenti accesero la fantasia dei liberali e della élite intellettuale in Europa: è questa l'epoca dello sbarco di un giovane La Fayette. Anche nelle Province Unite, gli osservatori mostravano sin troppa simpatia per la causa americana: un po' per ragioni ideali, un po' per ragioni commerciali, in quanto grandi sarebbero stati i vantaggi dell'apertura ai commerci olandesi del vasto mercato nordamericano.

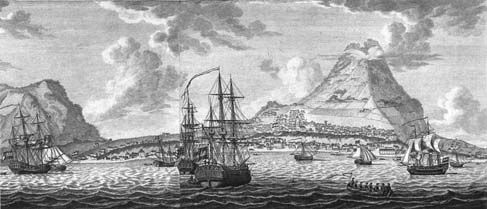
Un'antica raffigurazione del porto di Sint Eustatius

### Il contrabbando olandese
Tale clima favoriva, è il meno che si possa dire, la ripresa dei commerci con le colonie in rivolta, come è naturale, in forma di contrabbando. In particolare due isole olandesi dei Caraibi, Sint Eustatius e Curaçao, erano divenuti due snodi del contrabbando. L'ambasciatore britannico all'Aia, Yorke, aveva ottenuto la sostituzione del governatore di Sint Eustatius, Van Heyliger, con Johannes de Graeff. Questi, tuttavia, continuò a tollerare il contrabbando e, anzi, il 16 novembre 1776, da quel forte furono i primi al mondo a salutare, con il canonico colpo di cannone, una nave battente la bandiera degli Stati Uniti d'America. L'episodio diede l'occasione alla Royal Navy a dare la caccia al naviglio olandese, spesso sequestrato e dirottato in porti inglesi.

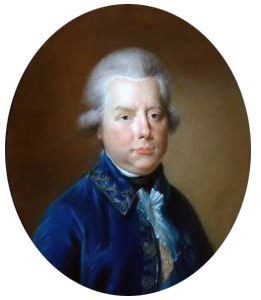
Ritratto di Guglielmo V di Orange-Nassau

### Le posizioni dei partiti nelle Province Unite
Occorre qui ricordare che tale naviglio proveniva, naturalmente, dalle tre province marittime della Repubblica delle Sette Province Unite e che proprio lì si concentravano i principali esponenti del "partito repubblicano" ostile agli statolder della Casa d'Orange-Nassau. Ciò mentre lo statolder in carica, Guglielmo V, personalmente inetto, ma comunque conscio della debolezza militare a sua disposizione, intendeva mantenere ferma l'alleanza con la Gran Bretagna. Le due posizioni, per giunta, erano attivamente sostenute dagli ambasciatori delle due superpotenze in guerra: il francese duca de la Vauguyon, ed il britannico Yorke.
Tale contrasto ebbe l'effetto di bloccare ogni decisione, e la situazione non mutò punto, salvo che venne dato inizio ad un velleitario, ma inefficace, programma di ricostruzione della flotta da guerra.

## L'allargamento del conflitto

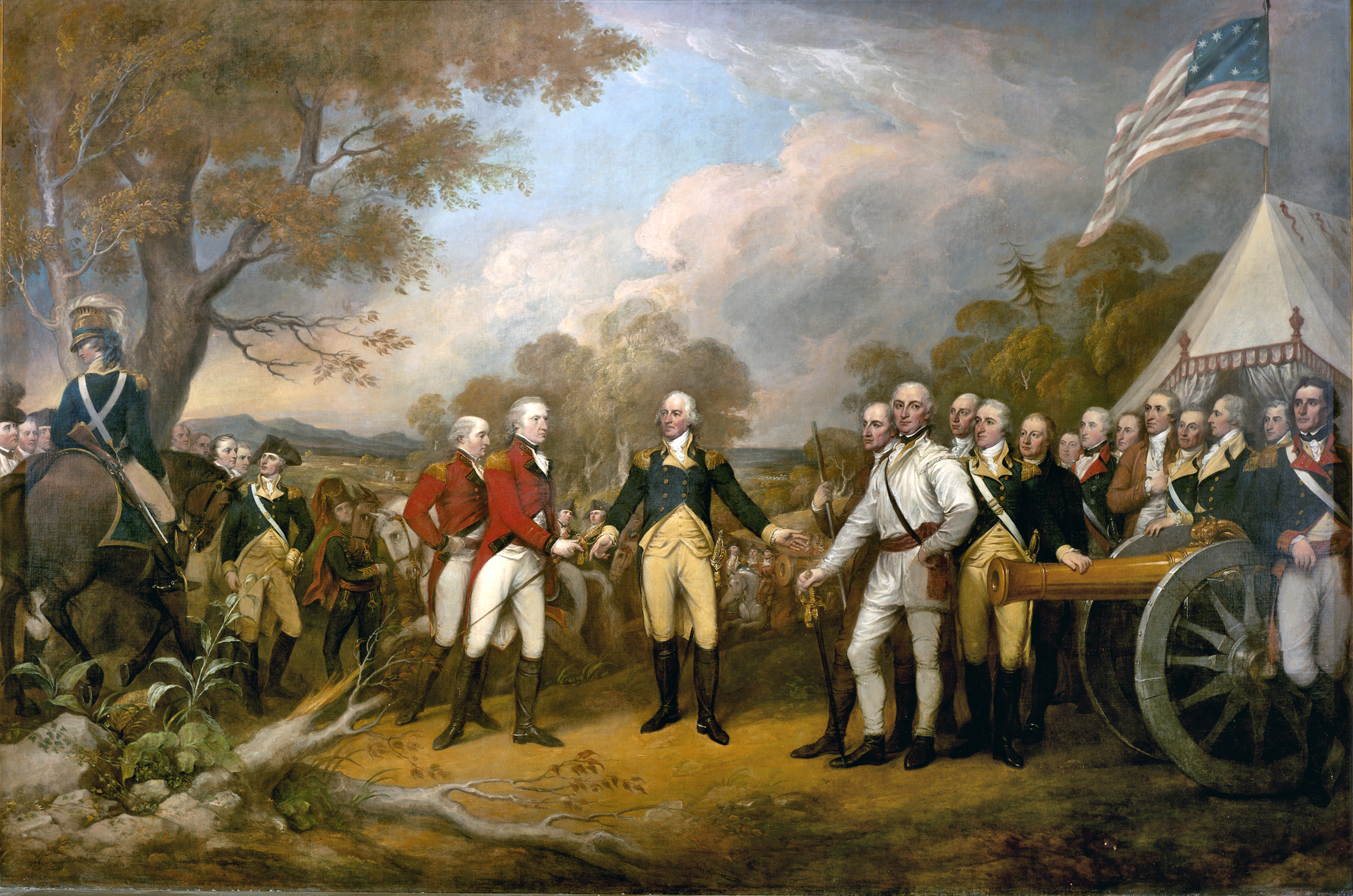
La resa del generale inglese Burgoyne al termine della battaglia di Saratoga

### L'ingresso della Francia
Nell'ottobre del 1777 gli insorti inflissero una pesante sconfitta agli Inglesi a Saratoga, lungo il fiume Hudson. Essa dimostrò che gli Americani erano abbastanza risoluti, da essere considerati alleati affidabili. Ciò che risolse le ultime incertezze della Francia di Luigi XVI, da tempo alla ricerca di un'occasione per ribilanciare gli effetti della sconfitta subita alla guerra dei sette anni: la guerra venne dichiarata da Parigi il 6 febbraio 1778, seguita, nel giugno 1779, dalla Spagna, all'epoca una sorta di regno satellite della corte di Versailles, cui era legata da una sorta di "patto di famiglia" (entrambe le nazioni, dal principio del secolo, erano governate dalla dinastia borbonica).

### Aumentata importanza delle basi olandesi
L'intervento della Francia mutò profondamente il quadro strategico del conflitto, estendendolo alle coste dell'Africa e in India: oceani nei quali le colonie olandesi, dal Capo a Ceylon a Batavia a Malacca, rappresentavano, da oltre un secolo, i migliori porti e basi navali, a controllare, in pratica, in tutte le posizioni chiave sulla rotta dell'Asia. La neutralità dichiarata dalle Province Unite, avrebbe permesso ai molti vascelli franco-spagnoli, ed ai pochi americani, di entrare nei porti olandesi e di rifornirsi a piacimento.

### Le pressioni britanniche sulle Province Unite
Ciò accrebbe improvvisamente l'importanza, per Londra, dell'alleanza con le Province Unite e vennero tentati due approcci: prima la carota, poi il bastone.
Si cominciò con il proporre la libera navigazione di limited convoy, convogli a destinazione concordata con la Royal Navy, organizzati dalle autorità olandesi e che escludevano, per definizione, navigli isolati, i più sospetti di contrabbando. Il 13 novembre 1778 il trattato venne approvato dagli Stati Generali. La decisione, però, non fu unanime in quanto incontrò l'opposizione dei delegati di Amsterdam, i quali si facevano forti della minaccia, avanzata dall'ambasciatore francese de la Vauguyon, di interrompere i privilegi commerciali all'epoca garantita dalla Francia.
Quando la minaccia venne messa in atto, gli Stati Generali rovesciarono la precedente decisione, e Londra reagì bloccando un convoglio scortato dalle pochi navi da guerra dall'ammiraglio van Bylandt (un vascello di 4° rango da 54 cannoni, due fregate pesanti relativamente moderne e due vecchie fregate leggere da 26 cannoni) raggiunto dalla squadra della manica sotto il comandante Fileding (un vascello di 1° rango da 90 cannoni, quattro di 3° con 74 cannoni, due vascelli di 4° rango: uno da 60 e uno da 50, tre fregate leggere e 2 sloop). Troppo inferiore di forza l'ammiraglio olandese riuscì a temporeggiare, permettendo a 12 mercantili su 17 di fuggire durante la notte. La mattina successiva, dopo almeno un colpo di avvertimento britannico, si arrivò ad un breve ma intenso scambio di bordate tra le due flotte, seguito dalla rapida discesa dei colori olandesi in segno di resa (fatto contrario alle tradizioni navali delle Provincie Unite, e che costò cara alla fama dell'ammiraglio van Bylandt, che però riuscì ad avanzare in carriera perché protetto dallo statolder, con evidente malanimo di numerosi suoi colleghi). I Britannici quindi fermarono i 5 mercantili  rimasti, decidendo che erano attrezzati per il contrabbando in base alla presenza di scorte di canapa, munizioni e materiali navali (una scusa che fece indispettire tutti i neutrali, poiché tutti i mercantili del mondo trasportavano delle scorte), sia i mercantili sotto sequestro che le navi militari (su cui non era salito alcun equipaggio di preda) andarono quindi dentro al porto di Portsmouth. Le navi da guerra poterono poi allontanarsi grazie alle proteste diplomatiche dell'ambasciatore delle Provincie Unite e al manifesto desiderio dello statolder di mantenere viva l'alleanza.
Il convoglio in questione, per espressa volontà dello statolder, non avrebbe dovuto trasportare beni considerati di contrabbando, ma, in base al trattato anglo-olandese del 1668 (successivamente confermato), le provincie unite potevano commerciare con il loro nemico, anche quando formalmente in guerra con esso e in condizioni di alleanza con la Gran Bretagna, purché non esportassero armi. Godevano cioè del privilegio "nave libera, merci libere" a differenza degli altri neutri; privilegio che la Gran Bretagna abolirà unilateralmente solo l'anno successivo. Proprio in base a questo principio i precedenti sequestri erano stati definiti "saccheggio" dagli olandesi. Questo incidente, noto come "the Fielding and Bylandt affair" ben evidenzia l'arroganza della Royal Navy: l'ammiraglio van Bylandt, infatti, giurò sul suo onore che nel convoglio sotto la sua scorta non vi erano merci di contrabbando, cosa che, in virtù dei rapporti di neutralità e alleanza tra le Provincie Unite e la Gran Bretagna avrebbe dovuto essere sufficiente. Così non fu, anche perché la potente squadra britannica, in grado di annichilire la piccola squadra olandese per potenza di fuoco, decise altrimenti senza avere linee guida chiare da parte del proprio governo, che solo a posteriori approvò questa azione di forza. Fu quindi facile per il partito repubblicano parlare di pirateria autorizzata e istituzionalizzata.
Mostrata la propria sovrabbondante forza, Londra decise di forzare la mano di Guglielmo V, richiedendo alla Repubblica, a norma dell'alleanza difensiva del 1678, un contributo in uomini e navi, pena la perdita degli esistenti privilegi commerciali (ovverosia: l'embargo). Tale proposta venne respinta dagli Stati Generali il 17 aprile 1779; 3 giorni più tardi, l'ambasciatore britannico lasciava L'Aia.

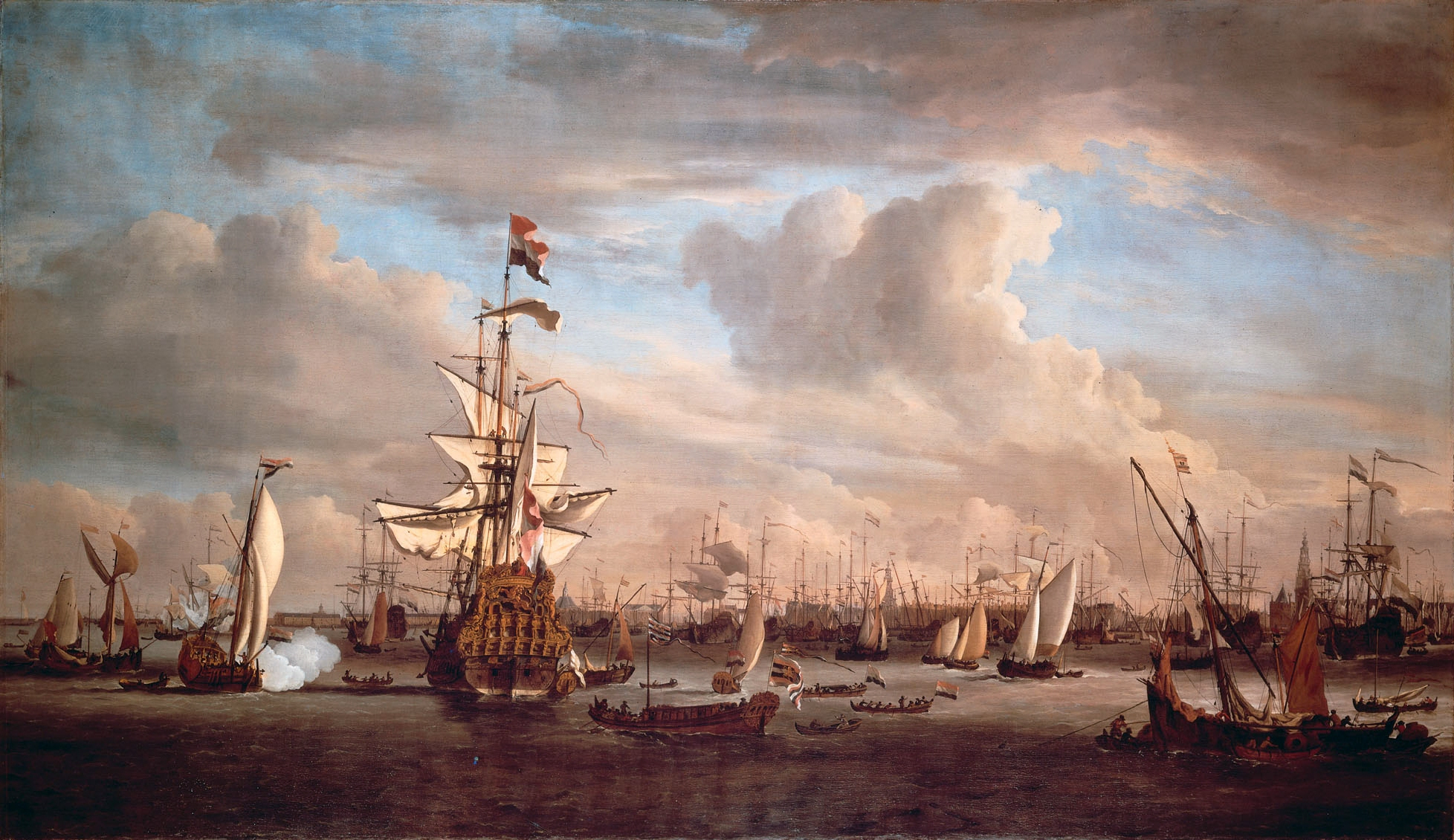
Il porto di Amsterdam attorno al 1700

### Velleitario avvio del riarmo della flotta
La stessa assemblea votava, il 24 aprile 1779, un provvedimento che autorizzava il finanziamento della costruzione di una possente flotta, in vista dell'organizzazione di unlimited convoy, ovvero forti abbastanza da difendersi dalla prevedibile aggressività britannica. Si partiva, però da una situazione troppo compromessa, frutto di un declino cominciato, almeno, nel 1712: nel 1777 l'ammiraglio van Bylandt disponeva di appena cinque vascelli di linea, appena venti alla fine del 1780, I quali dovevano scontrarsi con la prima flotta mondiale (137 vascelli in commissione), almeno sin dal tempo della Guerra dei sette anni.
Negli anni precedenti, lo statolder Guglielmo V aveva regolarmente inviato agli Stati Generali dei pressanti memoriali, invitando a rafforzare la flotta e l'esercito di terra.
La reazione fu tipica dell'impotenza politica che bloccava il Paese: le province marittime (Olanda, Zelanda e Frisia) si dichiararono pronte a finanziare la flotta ma non l'esercito, mentre le province di terra (Utrecht, Gheldria, Overijssel, e Groninga) volevano finanziare l'esercito ma non la flotta. Guglielmo V, che in quanto statolder ereditario godeva di privilegi simili a quelli di un sovrano, non volle mai forzare la decisione. Il programma di costruzione di 24 navi di linea fu approvato solo dall'Olanda, che pagò per intero le quote, mentre le altre provincie non corrisposero, se non in minima parte, quanto convenuto, così  nulla fu fatto.

## Due incidenti precipitano la situazione
La crisi con la Gran Bretagna era ormai in atto, come dimostrava la rottura dell'alleanza del 1678, il temporaneo ritiro dell'ambasciatore britannico Yorke e la continuazione dei sequestri per mare. Al governo di Londra mancava, però, un casus belli. L'anarchica politica olandese si preoccupò, assai presto, di offrirgliene uno. D'altro canto anche la posizione britannica diventava via via più vessatoria, chiedendo il rispetto di una vecchia alleanza anche contro gli interessi delle sette provincie. In pratica chiedendo alle provincie unite di diventare uno Stato satellite dell'impero britannico, esponendosi quindi alla reazione francese.

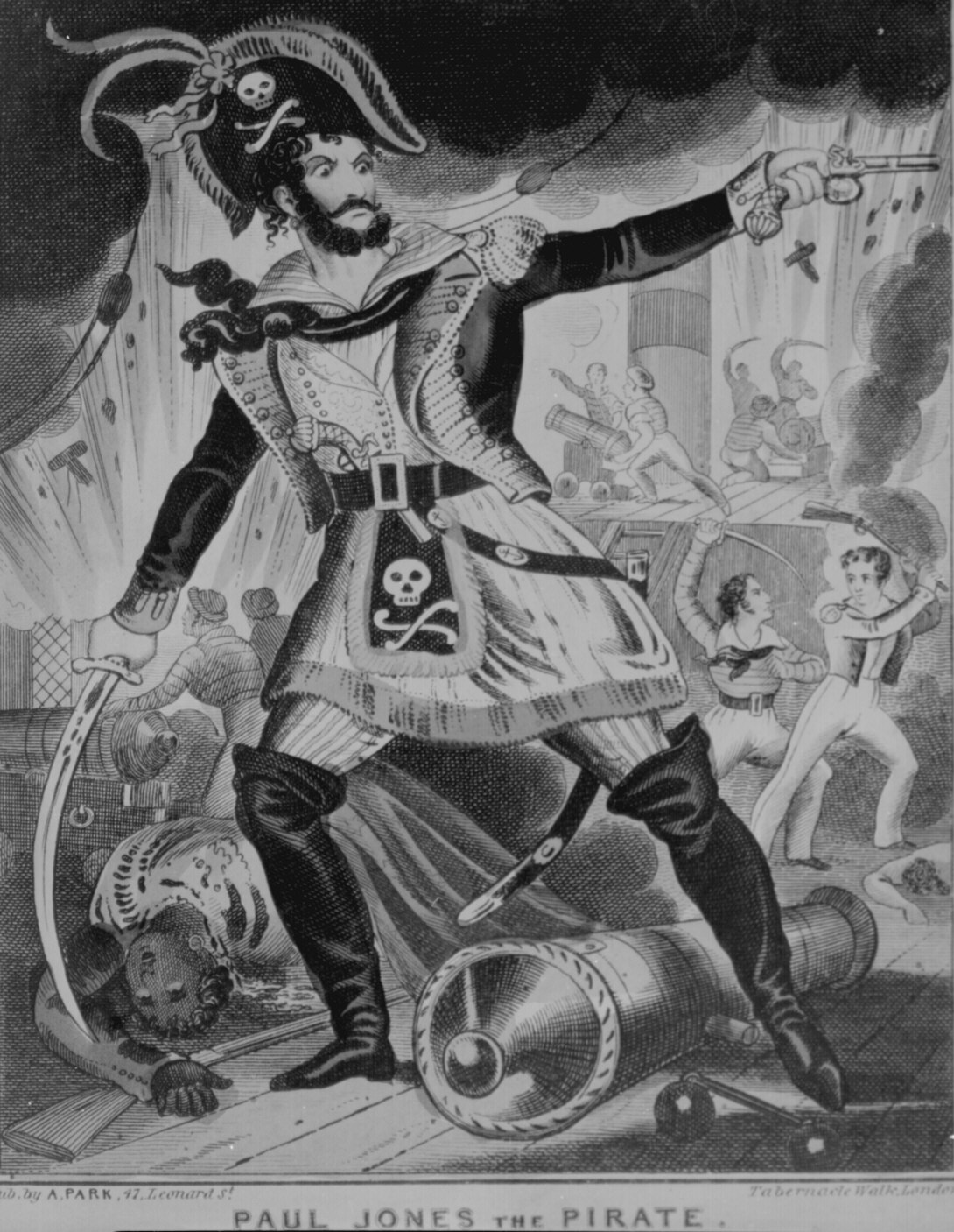
Una caricatura inglese raffigurante John Paul Jones nelle vesti di un pirata

### L'accoglienza al pirata John Paul Jones
Il primo episodio intervenne nell'ottobre-dicembre del 1779, allorché il capitano statunitense John Paul Jones, venne lasciato attraccare in un porto olandese per ben tre mesi, oltretutto al comando di una nave britannica (la Serapis), appena conquistata in battaglia. Un gesto che irritò molto Londra, dal momento che, non essendo il governo ribelle riconosciuto dalle Province Unite, John Paul Jones (oggi considerato il fondatore della marina statunitense) non poteva essere considerato altro che un pirata.

### Il prestito negoziato da Amsterdam per i ribelli americani
Nell'autunno 1779 il Congresso Continentale nominò il suo primo ambasciatore all'Aia: l'incarico rivestiva grande importanza, e per il quale venne scelto Henry Laurens, già presidente dello stesso Congresso, fortunosamente giunto nei Paesi Bassi all'inizio del 1780. Qui non trovò alcuno disposto a promettere appoggio militare, quanto, piuttosto, finanziario: nonostante il declino commerciale, Amsterdam rimaneva una delle capitali finanziarie del mondo e Laurens ebbe occasione per concludere certe i negoziati di un prestito a favore delle colonie ribelli.

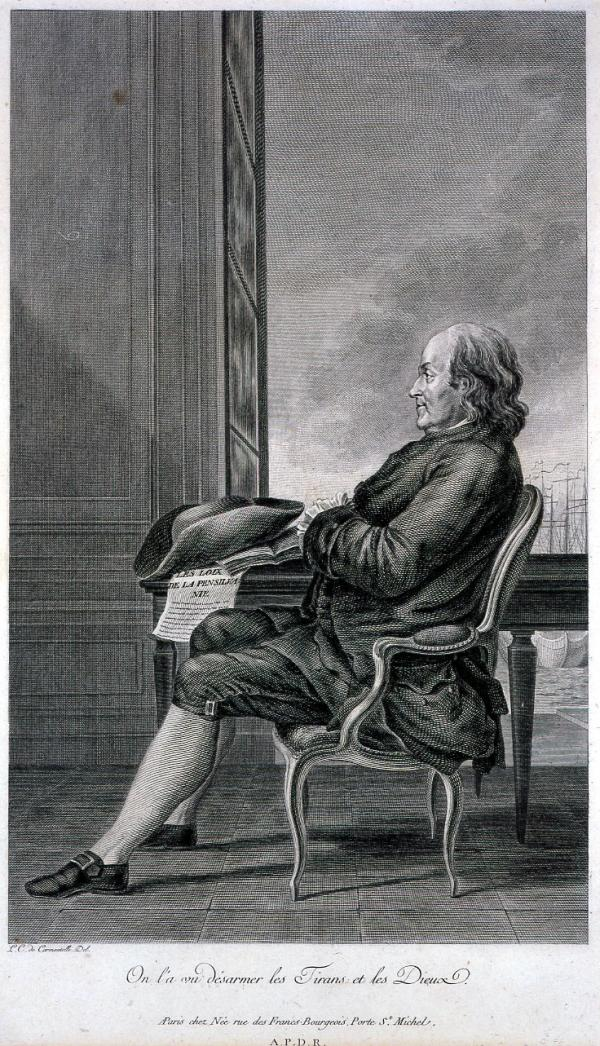
Ritratto di Benjamin Franklin, a Parigi, circa 1781

Non si trattava di un problema nuovo, dal momento che i contatti erano stati avviati, sin dal 1778, dai rappresentanti americani a Parigi, Benjamin Franklin ed Arthur Lee, attraverso il fratello di questi William Lee, anch'egli agente del Congresso Continentale in Europa. Tuttavia, all'epoca, la Gran Bretagna sperava ancora nell'alleanza delle Province Unite e, comunque, l'accordo non era stato concluso.
Questa volta, invece, Londra aveva tutt'altri interessi. Non solo, Henry Laurens, in occasione di un secondo viaggio verso i Paesi Bassi, iniziato nel settembre 1780, portò con sé carte che dimostravano che i negoziati del 1778 avevano avuto luogo. Esse caddero in mano britannica allorché la sua nave venne intercettata e catturata, al largo di Terranova.
È però certo che le autorità di Amsterdam non accettarono mai di concludere l'affare. Tuttavia, il loro autonomo comportamento testimoniava, una volta di più, la vibrante simpatia delle province marittime della Province Unite per la causa americana. Le stesse ove si concentravano i principali esponenti del partito repubblicano. Una prova in più, se ancora ve ne fosse bisogno, dell'impotenza dello statolder, sicuramente assai più restio ad uno scontro suicida con l'ex alleato.
Londra fece grande baccano, ma non andò oltre, non avendo interesse a procurarsi un ennesimo nemico. A meno che questi non esercitasse un esplicito atto di ostilità.

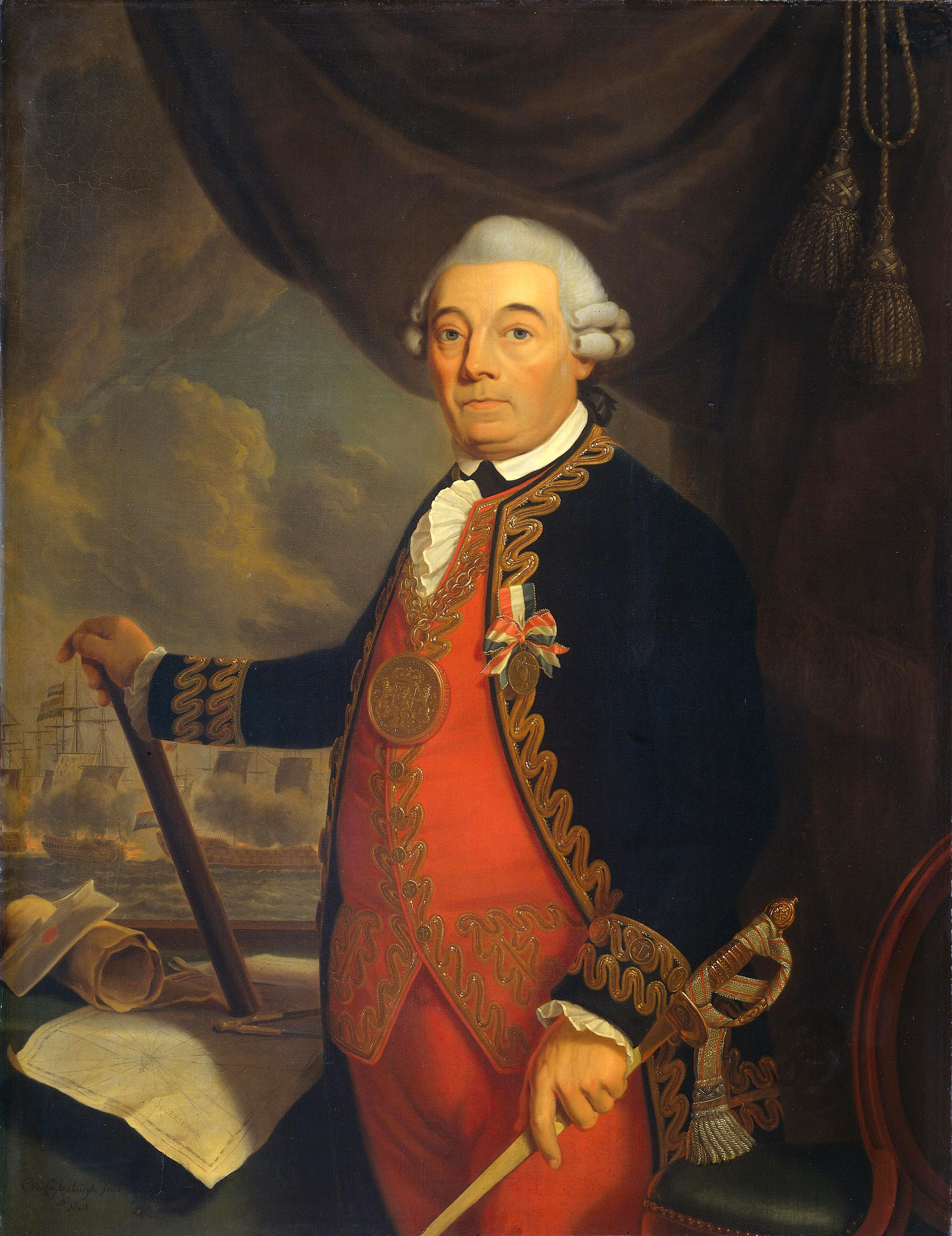
Ritratto dell’ammiraglio olandese Johan Zoutman

### Ilcasus belli: la Lega dei neutri
Fu esattamente ciò che accadde poco dopo, quando gli Stati Generali, accettarono di aderire alla 'Lega dei neutri', un patto di mutua difesa, avviato su iniziativa di Caterina II di Russia ed era intesa a mantenere il principio della libera navigazione dei mari, per navi battenti bandiera di stati neutrali, di fronte ai continui sequestri operati dalla Royal Navy: l'espressione contrabbando si sarebbe dovuta interpretare nel senso restrittivo di trasporto di materiale 'appartenente' al nemico, ovvero di materiale militare o navale. Alla Lega avevano aderito i regni di Svezia, Danimarca e Portogallo, allora rispettabili potenze navali, oltre ad Austria e Prussia, che non possedevano quasi alcuna nave da guerra, ma disponevano di una discreta flotta mercantile.
Ma, sino ad allora, non le Province Unite, saggiamente timorose di provocare ulteriormente la potenza britannica. Ancora una volta, la decisione era stata presa a maggioranza di quattro province contro tre, sotto la pressante insistenza degli Stati Generali, vale a dire dei borghesi di Amsterdam. "The Fielding and Bylandt affair" era uno dei motivi che avevano portato la Russia a proporre la lega dei neutri, ma le provincie unite subordinavano la loro entrata in questa alleanza alla garanzia che le altre potenze proteggessero, anche diplomaticamente, il loro impero coloniale da possibili reazioni britanniche, cosa che non era negli interessi degli altri contraenti.

## Londra dichiara guerra alle Province Unite

### Proteste britanniche
Da Londra, il governo di Lord North inviò immediate istruzioni all'ambasciatore Yorke per ottenere la punizione dei reggenti di Amsterdam, per i loro precedenti negoziati riguardo al prestito con il William Lee e poi con il Laurens.

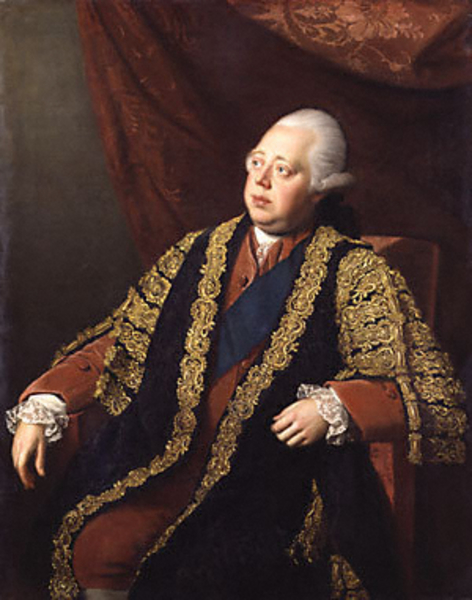
Ritratto del primo ministro britannico Lord North

Come si vede la questione del prestito costituì solo la causa formale della crisi, essendo la causa reale riferita ad un concreto problema di sicurezza: evitare che le Province Unite, già ribelli ai vitali interessi militari di Londra, potessero godere della solidarietà della Lega dei neutri: ciò che avrebbe messo contro la Royal Navy praticamente l'interezza delle flotte europee.

### Ultime trattative
Dopodiché, gli eventi precipitarono. A Yorke venne risposto che la questione sarebbe stata portata davanti alla Corte d'Olanda, il tribunale di quella provincia, dalla quale v'era così poco da aspettarsi. Si trattava, quindi, di un raggiro di fronte al quale poco poterono le rassicurazioni che l'ambasciatore a Londra, Van Welderen, ansiosamente offriva a Lord North.
Le istruzioni del Yorke, comunque, dovevano essere categoriche: egli offrì alla Repubblica un'ultima occasione di testimoniare la propria buona fede, offrendo un sostegno in uomini e navi, secondo termini dell'ormai decaduta alleanza difensiva del 1678. In pratica, si trattava di un altro modo di assumere il controllo della flotta e delle basi coloniali olandesi.

### Dichiarazione di guerra
Non giunse alcuna risposta dagli Stati Generali, bloccati dalla predominanza dei Paesi Bassi. Ma, ciò che è più grave, nemmeno dallo statolder: Guglielmo V disponeva, in teoria, di ampi poteri, ancorché confusi nel groviglio della 'costituzione materiale' della Repubblica.
Accadde così che Yorke poté, infine, consegnare la dichiarazione di guerra, il 20 dicembre 1780. Tre giorni dopo lasciava L'Aia. Ciò spinse, d'un colpo, le Province Unite nel campo della Francia, della Spagna e degli insorti americani.

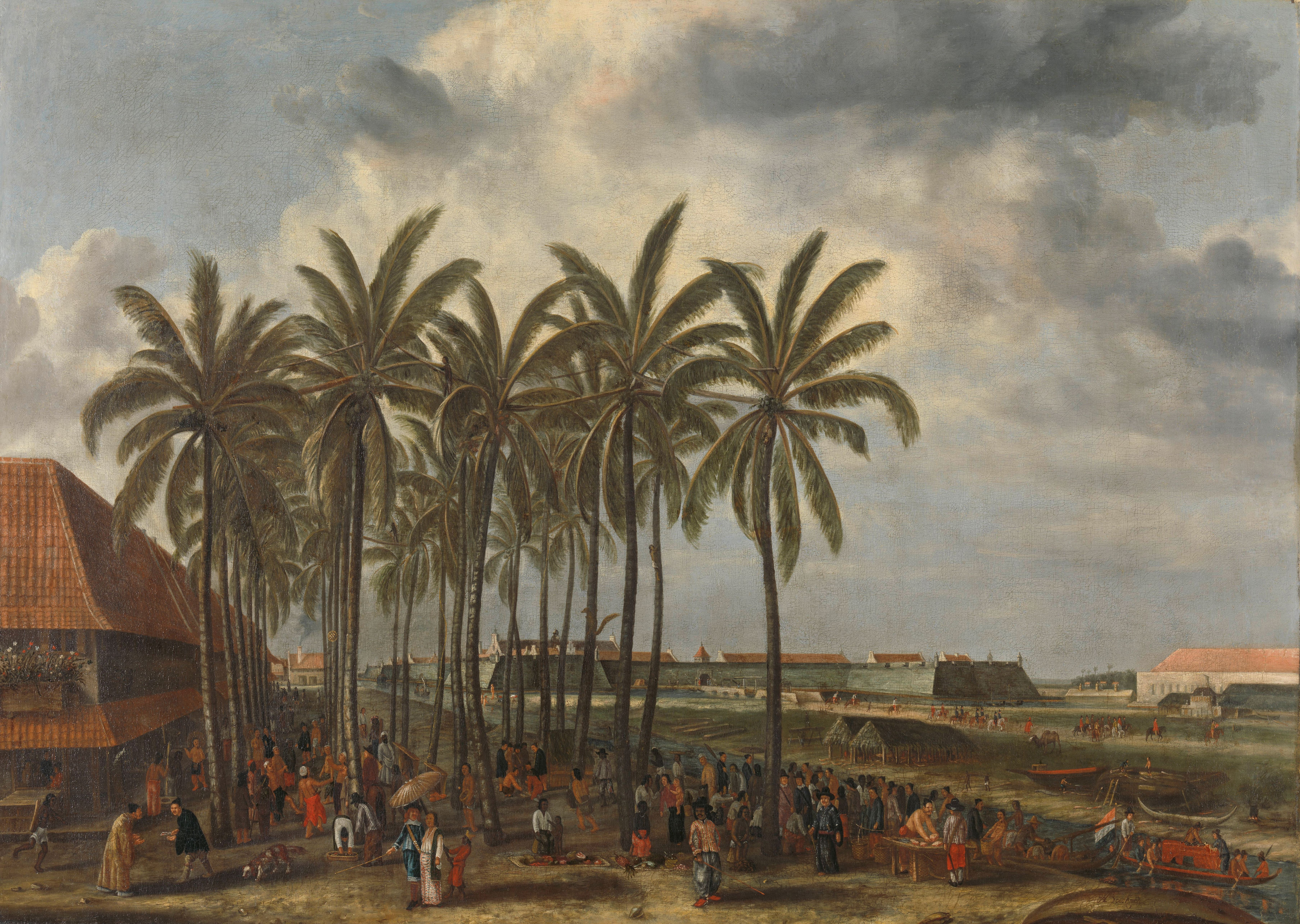
Il forte di Batavia, ca. 1656-58

## Il conflitto

### La preparazione bellica della flotta olandese
Gli Olandesi non avevano affatto previsto una reazione così perentoria: di fronte alla flotta britannica, forte di circa 137 vascelli di linea e 100 000 marinai, essi potevano schierare 20 navi da guerra, per la maggior parte vecchie od inferiori. Vennero subito stanziate nuove e più larghe somme per il riarmo, ma ben poco poté essere fatto, con i magazzini bellici vuoti, gli arsenali sotto-dimensionati e privi di personale specializzato. Vi erano anche alcuni vantaggi strategici. La flotta olandese, eccetto poche fregate, era concentrata nel mare del nord, e formata da vascelli che, pur inferiori in genere nell'uno contro uno rispetto a quelli britannici, pescavano meno e potevano operare nei bassi fondali, attirando la flotta britannica in scontri pericolosi. Si trattava però di vascelli da 54-56 cannoni, o da 64-68, con pochi da 74 a fare da ammiraglie, mentre la marina britannica vantava numerosissimi vascelli di primo (100 cannoni o più), secondo (84-100 cannoni) e terzo rango (soprattutto da 74).
I lunghi anni di pace avevano però infiacchito il corpo ufficiali della repubblica, mentre i marinai erano meno preparati di quelli britannici, abituati oramai alla guerra dopo lunghi anni di scontri con le potenti squadre francesi e spagnole. Inoltre i vantaggi derivanti dal basso pescaggio dei vascelli olandesi erano pagati con una potenza di fuoco inferiore e prestazioni veliche modeste in bolina. Però le tattiche di fuoco d'artiglieria olandesi erano particolarmente simili a quelle britanniche, ed anzi erano nate assieme al principio del Settecento, tanto che negli scontri, anche quando vincenti per i britannici, le perdite risultarono equilibrate.
Un ulteriore problema era la scarsità di reclute e marinai della marina da guerra, poiché le provincie unite non disponevano di milizie navali ottenibili per coercizione (come in Gran Bretagna e in Francia) e la marina militare pagava meno di molte compagnie commerciali. Solo il blocco dei traffici mercantili, con la conseguente disoccupazione per molti marittimi, permise agli olandesi di rifornire di braccia la flotta.
Viceversa l'impero coloniale era sguarnito, sia di milizie che di unità navali, le squadre del Mediterraneo erano solo un ricordo, un pugno di fregate doveva difendere uno degli imperi coloniali più ampi e delle linee di commercio che, pur in crisi relativa rispetto al secolo precedente, rimanevano particolarmente estese.
In effetti, con il loro comportamento le province marittime guidati dai borghesi di Amsterdam, avevano offerto a Londra un perfetto pretesto per annichilire il potere coloniale e navale olandese.

Il sistema commerciale della Compagnia Olandese delle Indie Orientali

### Distruzione dei commerci
Sin dai primi giorni del conflitto, fu subito chiaro che esso si sarebbe tradotto in un disastro per la Repubblica: nel solo primo mese di guerra la Royal Navy catturò 200 navi mercantili con il relativo carico, complessivamente stimato in 15 milioni di fiorini. Ciò tanto nei mari di casa (nel 1780 lo stretto del Sund era stato traversato da più di 2 000 vascelli, nel 1781 da undici), quanto nelle colonie: il 3 febbraio l'ammiraglio Rodney poté impossessarsi di Sint Eustatius, che nemmeno aveva ricevuto notizia dell'inizio del conflitto: 130 mercantili ed immensi depositi di mercanzia, divennero bottino di guerra, (inclusa, a dire il vero, una larga parte appartenente a mercati inglesi o di potenze neutrali, ciò che provocò una lunga serie di vertenze legali).
Miglior sorte toccò ai vicini Suriname e Curaçao, che vennero informate in tempo ed ebbero modo di porsi in stato di difesa. Non, però, tutte le restanti colonie caraibiche (Demerara, Berbice ed Essequibo -oggi Guyana ex-britannica)- Sint Maarten e Saba).
Sulla rotta delle Indie Orientali cadevano le stazioni sulla costa del Golfo di Guinea, in India (Negapatam e le fattorie del Bengala). Mentre la salvezza della Colonia del Capo, di Ceylon, Malacca e Giava si dovette all'azione di una squadra navale francese, guidata dal geniale Suffren, che seppe tenere impegnato in India il grosso del potenziale britannico.

### Le ricadute sulla politica interna
Tale ecatombe, basta, da sola, ad escludere l'ipotesi che i dirigenti olandesi abbiano scientemente provocato il conflitto, al fine di trovare un comune nemico, atto a ridurre la cronica instabilità di politica interna.

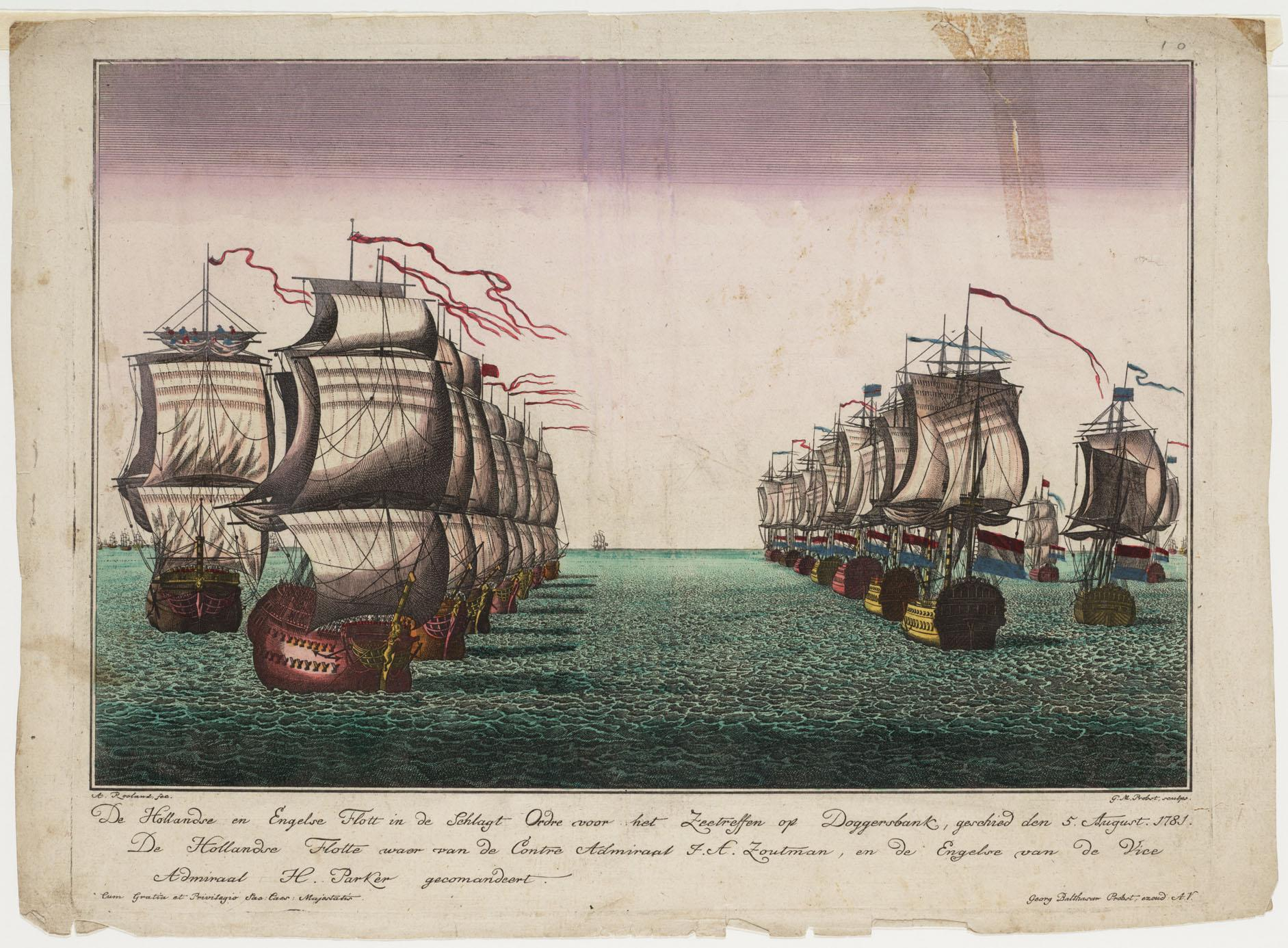
La battaglia di Dogger Bank

Tutt'altro: i reggenti di Amsterdam, capi del partito repubblicano, al principio si gloriarono di aver costretto Guglielmo V alla guerra, tanto che presero a chiamarsi con un nuovo nome, 'Patrioti'. Salvo, quasi subito, scaricare '’intera responsabilità delle tragiche sconfitte sullo stesso statolder, con l'argomento che egli possedeva il potere di fare qualunque cosa volesse, ma non ne fece uso per provvedere alla difesa per terra e per mare: un'accusa che venne rilanciata dalla più violenta campagna stampa nella storia delle Province Unite.

### La battaglia di Dogger Bank
Nell'estate del 1781, al contrammiraglio Johan Zoutman, venne affidata una squadra di 14 navi da guerra (3 vascelli da 54 cannoni, 2 da 68 e 1 da 74, una fregata pesante ricavata da un vascello di terzo rango "rasato" da 44 cannoni, 5 fregate normali e un cutter, per 416 cannoni in unità adatte a scontri di linea), a scortare un convoglio diretto nel Baltico. Il 5 agosto incrociò una squadra di 14 navi da guerra inglesi, nominalmente di pari forza ma meglio armata (un vascello da 50 cannoni, uno da 60, uno da 64, 2 da 74, uno da 80, una fregata da 44, parimenti ricavata rasando un 64, 4 fregate leggere e 1 un cutter, per 446 cannoni in unità adatte alla linea di battaglia), comandati dall'ammiraglio Hyde Parker al Dogger Bank. Poco prima dell'alba del 5 agosto le due flotte si intravidero, Parker serrò le distanze per cercare di attaccare con le sue fregate il convoglio, mentre Zoutman riuscì a formare una linea di battaglia (con i 6 vascelli e la fregata pesante) tra il convoglio e la flotta britannica, rimandando in porto i mercantili coperti dalle sue fregate leggere. Circa alle 6 mattina fu chiaro che si sarebbe arrivato allo scontro per linee di battaglia, in cui anche i britannici impegnarono i loro 6 vascelli e la fregata pesante (anche se non ben schierati in linea per un errore nelle trasmissioni), che iniziò (a distanze particolarmente ravvicinate) alle 8 e terminò alle 11,45. Fu Parker a rompere il contatto, visto che i danni all'alberatura stavano facendo confondere le posizioni a molte delle navi della sua flotta, aveva comunque inflitto i danni maggiori, la flotta olandese perse infatti il vascello da 68 cannoni Hollandia, affondato verso le 13 con ancora la bandiera di guerra all'albero (essa fu raccolta da una fregata britannica). Le perdite furono però pesanti per entrambe le squadre (e superiori a quelle di battaglie molto più grandi del conflitto) perché entrambe le flotte sparano cercando di colpire gli scafi e le batterie avversarie, e non per disalberare le navi nemiche (come facevano spagnoli e francesi): 104 morti per i britannici, 142 per gli olandesi. Le squadre di fregate leggere non entrarono in combattimento, e quelle britanniche si tennero relativamente distanti dalle controparti olandesi, di scorta al convoglio, perché queste erano più numerose e meglio armate (188 cannoni, 6 fregate, un cutter, contro 160 cannoni su 4 fregate e un cutter), oltre che in grado di passare sui bassi fondali. Rientrato a Texel, Zoutman venne festeggiato come un eroe, ma si era trattato di una sconfitta strategica: il convoglio non raggiunse mai il Baltico ed il blocco non era stato rotto; anche Parker però aveva da recriminare, non aveva catturato alcuna nave nemica, i mercantili in particolare, pur essendo fuggiti in porto, erano tutti salvi; avendo affondato una nave nemica (sia pure non durante la battaglia, l'Hollandia affondò in seguito complice anche un guasto alle pompe di sentina) poté considerarsi il vincitore, ma chiese all'ammiragliato di essere messo in pensione. Lamentò inoltre l'inadeguatezza della sua flotta, con navi ed ufficiali troppo anziani, eccetto i due vascelli da 74 cannoni.
Fu il primo ed ultimo scontro navale dell'intera guerra (eccetto alcune schermaglie e una battaglia tra piccole squadre di fregate, come l'azione del 30 maggio 1781 al largo della costa di Barberia, la cui vittoria fu reclamata da entrambi i contendenti): da allora, nessun altro ammiraglio olandese tentò di sfidare gli Inglesi nel Mare del Nord o sulla Manica. D'altra parte, gli alleati (Francia e Spagna) erano impegnati su fronti ben altrimenti prioritari. E la flotta mercantile olandese (persino i pescherecci) sparì dagli oceani o uscì dai porti sotto bandiera svedese e scortata da fregate svedesi, poche unità operarono come violatori di blocco, talvolta accompagnate dalle fregate.

## Conclusione del conflitto

### Ultimi combattimenti terrestri

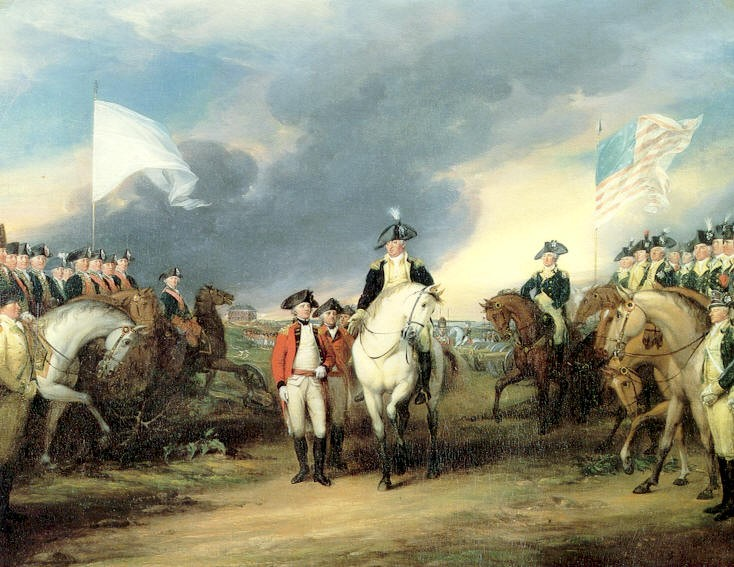
La resa del generale Cornwallis a Yorktown

Per la fortuna delle Province Unite, i successi britannici in questo teatro secondario erano più che compensati dalle sconfitte nel teatro principale: fra il 6 ed il 19 ottobre 1781 si consumò l'assedio di Yorktown, l'ultima battaglia della rivoluzione americana.Nel medesimo 1781 soldati francesi, sbarcati dalla flotta di de Grasse, recuperarono alcune colonie olandesi nelle Antille.
Da quel momento, il re Giorgio III perse il controllo della Camera dei Comuni, ed ebbe inizio una lunga crisi politica. Da una parte il sovrano, che minacciava perfino l'abdicazione; dall'altra il parlamento, che rifiutava nuovi finanziamenti.
Cosicché la situazione militare entrò in stallo, con 30 000 Britannici di guarnigione bloccati a New York, Charleston e Savannah e gli Americani padroni di tutto il resto. Mentre la Royal Navy proseguiva scontri nei mari coloniali (con la marina francese e vari corsari americani) e, naturalmente, il blocco delle Province Unite.

### Crisi politica a Londra
A Londra, il 22 marzo 1782, si dimise il governo di Lord North e, il mese successivo, la Camera dei Comuni votò una mozione favorevole alla fine della guerra. Si succedettero, d'appresso, ben tre governi, nei quali, comunque, ebbe un ruolo primario Lord Fox, ostile a un trattamento troppo duro della Repubblica: un antico alleato che poteva tornare utile, in un prossimo futuro.
A quest'epoca risalgono diversi tentativi di indurre le Province Unite ad una pace separata, ma non se ne fece nulla. Un po' per l'opposizione del partito repubblicano di Amsterdam, ormai trasformatosi in partito francese.

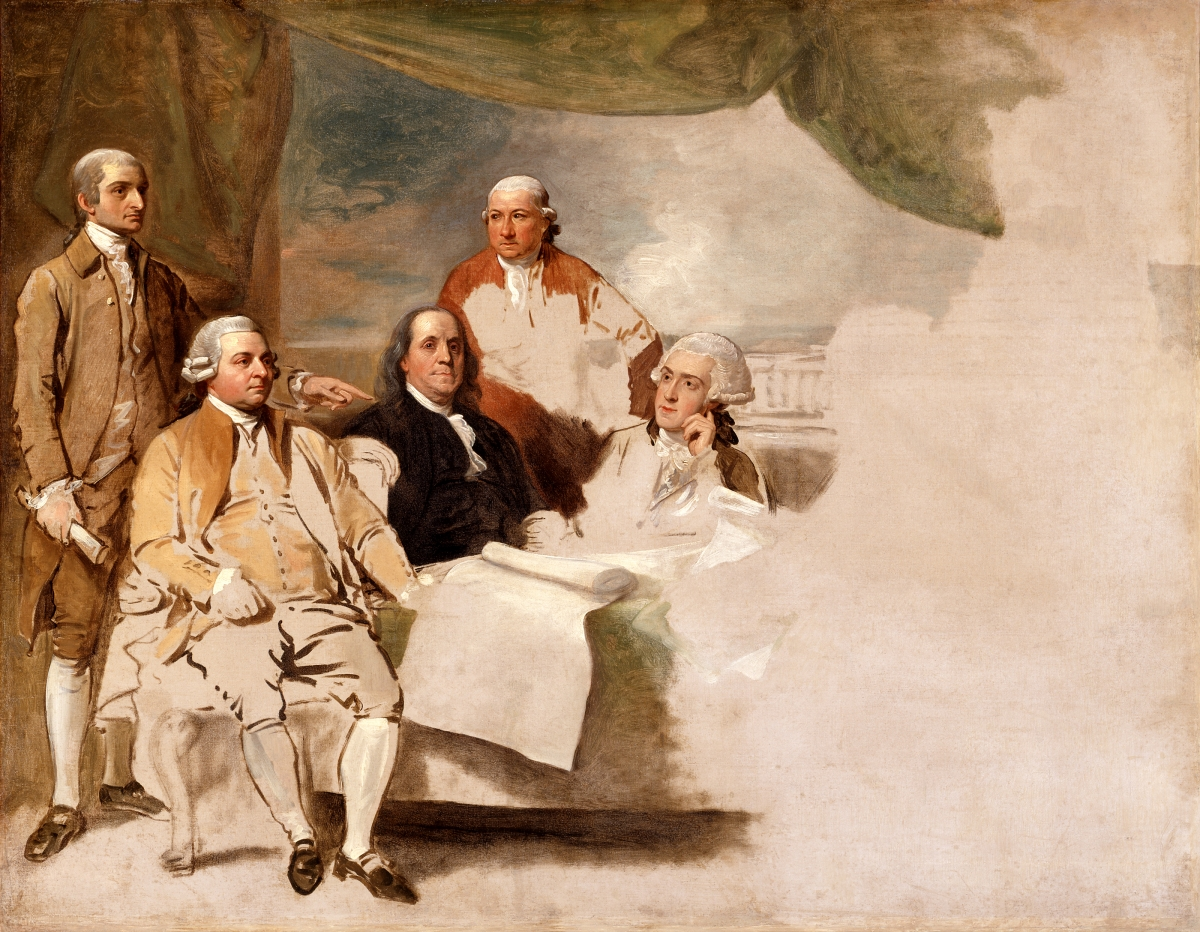
Il Trattato di Parigi

### Pace separata fra Francia e Gran Bretagna
Il 30 novembre 1782 vennero sottoscritti, a Parigi, dei preliminari di pace, che includevano la concessione dell'indipendenza alle colonie ribelli. A gennaio entrò in vigore un cessate il fuoco fra Gran Bretagna e Francia, cui si unirono gli alleati minori, come le Province Unite.
Le Province Unite si trovarono nella paradossale situazione dell'unico sconfitto fra i vincitori. Cosicché dovettero subire la richiesta di subire alcune cessioni territoriali a favore di Londra. I delegati non se ne diedero a intendere. Sicché la Francia si decise a sottoscrivere un accordo di pace separato: il Trattato di Parigi del 3 settembre 1783, normalmente considerato la fine formale delle ostilità.
L'ultimo soldato britannico lasciò New York il 25 novembre. Ma ancora i delegati olandesi non volevano rassegnarsi ad alcuna concessione. Una posizione irrealistica, considerato che Londra occupava la gran parte delle colonie olandesi e che L'Aia non aveva alcun mezzo per imporre le proprie condizioni.

### Ultimatum austriaco alle Province Unite
Sinché la posizione delle Province Unite venne travolta da una circostanza imprevista: un ultimatum, pervenuto nel maggio 1784 dagli Stati Generali dell'Aia, in cui Giuseppe II d'Asburgo-Lorena pretendeva ampie concessioni territoriali ad ingrandimento dei propri domini nei Paesi Bassi cattolici, oltre che la libera navigazione della Schelda (ovvero la riattivazione del porto di Anversa). Il tutto condito da un corpo di spedizione forte di 80 000 uomini, in avanzato stato di preparazione.

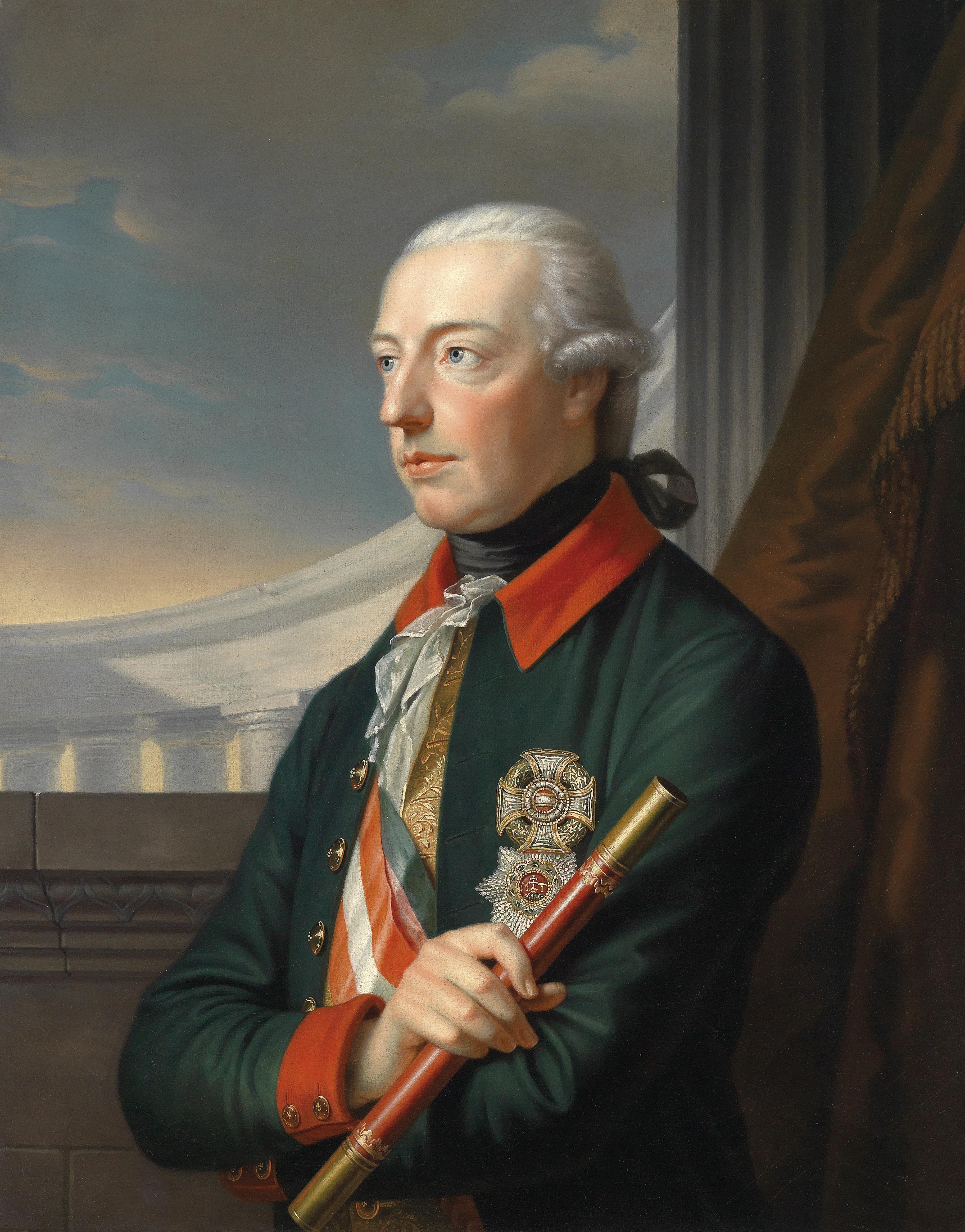
Ritratto dell'Imperatore Giuseppe II

Pretese del tutto inaccettabili per le Province Unite: tanto per il partito orangista, che aveva la propria base nelle province terrestri, interessate dalle pretese dell'Imperatore, quanto per il partito repubblicano, dal momento che la rinascita del porto di Anversa avrebbe inflitto un danno mortale ai commerci di Amsterdam. Accadde così che i tre partiti si riunissero (per l'ultima volta prima del 1813) in un concorde sforzo di preparazione militare ed azione politica.

### Adesione delle Province Unite al trattato di Parigi
Esso, però, non venne messo alla prova: la minaccia austriaca offriva alla diplomazia francese l'occasione d'oro di vincere le residue resistenze olandesi a marginali concessioni nelle colonie, in cambio di un appoggio diplomatico in una sfida che toccava gli interessi vitali della Repubblica.
Accadde così che, il 20 maggio 1784, i plenipotenziari olandesi a Parigi sottoscrissero il trattato di pace, con il quale le Province Unite cedevano la base Nagapattinam, in India, alla Gran Bretagna ed aprivano alle navi britanniche il commercio nelle Indie Orientali Olandesi (o, almeno, nelle Molucche).
In cambio veniva loro restituito ogni altro possedimento occupato. E, contestualmente, il governo di Luigi XVI interveniva sul proprio alleato Giuseppe II, spingendolo ad un accomodamento. Cosa che, in effetti, avvenne con il Trattato di Fontainebleau dell'8 novembre 1785.
Pochi giorni più tardi, il governo di Luigi XVI coglieva il proprio ultimo successo internazionale prima della Grande Rivoluzione, stipulando con le Province Unite una Confederazione Difensiva. Ciò che, in tempi meno bizzarri, gli avrebbe garantito di mantenere a lungo il piccolo alleato all'interno della propria sfera di influenza.

## Durature conseguenze sulla politica interna olandese
Passata la minaccia, svanì anche il consenso nazionale: le élite borghesi del partito repubblicano (ormai incalzate da un movimento democratico che si impossessò dell'appellativo di Patrioti) ripresero, più violento che mai, il conflitto con statolder, dando avvio agli eventi che avrebbero presto portato alla Prima Rivoluzione batava.